# Kevin Connolly
Kevin Connolly (Patchogue, Nova York, Estats Units, 5 de març de 1974) és un actor i director de cinema estatunidenc, conegut pels seus papers a Entourage i a Unhappily Ever After.

## Carrera
Connolly nasqué a Long Island, Nova York, fill de John Connolly i Eileen J. McMahon. D'ascendència irlandesa, començà la seva carrera als sis anys apareixent a anuncis de televisió. El 1990 obtingué el seu primer paper cinematogràfic a Rocky V. Dos anys després fou escollit per fer el paper d'en Shaun Kelly a l'adaptació cinematogràfica de la novel·la de Myron LeVoy Alan i Naomi, i coprotagonitzà la sèrie Fox Great Scott!. La seva participació en aquella sèrie li valgué una nominació per als premis Young Artist com a millor actor jove coprotagonista.
El 1996 protagonitzà Don's Plum juntament amb Tobey Maguire i Leonardo DiCaprio. Aquell any aconseguí el paper d'en Ryan Malloy a la comèdia Infeliços per sempre, la qual marcà el debut de Connolly com a director, dirigint-ne sis episodis a la quarta temporada. El 2007 feu el seu debut al cinema com a director amb la pel·lícula Gardener of Eden, que s'estrenà el mateix any al Festival de Cinema de Tribeca.
A més dels treballs per a la televisió, Connolly ha participat en diverses pel·lícules importants com Antwone Fisher, John Q i El quadern de Noah. L'agost del 2007 interpretà un personatge secundari a He's Just Not That Into You. L'octubre del 2008 fou contractat per dirigir el seu primer vídeo musical per a l'artista de rap The Game.

## Filmografia
Filmografia:

### Actor

#### Cinema
| Any  | Títol                                                   | Paper                  | Notes                                     |
| ---- | ------------------------------------------------------- | ---------------------- | ----------------------------------------- |
| 1990 | Rocky V                                                 | Chickie                |                                           |
| 1992 | Alan & Naomi                                            | Shaun Kelly            |                                           |
| 1993 | The Beverly Hillbillies                                 | Morgan Drysdale        |                                           |
| 1995 | Angus                                                   | Andy                   |                                           |
| 1997 | Sub Down                                                | Petty Officer Holliday | Títol alternatiu: Sub Down: Take the Dive |
| 1999 | Tyrone                                                  | Sam Adams              | Títol alternatiu: Bad Trip                |
| 2000 | Up, Up and Away                                         | Malcolm                | Telefilm                                  |
| 2001 | Drum Solo                                               |                        |                                           |
| 2001 | Don's Plum                                              | Jeremy                 |                                           |
| 2002 | Devious Beings                                          | Casey                  |                                           |
| 2002 | John Q                                                  | Steve Maguire          |                                           |
| 2002 | Antwone Fisher                                          | Slim                   |                                           |
| 2004 | El quadern de Noah (The Notebook)                       | Fin                    |                                           |
| 2005 | The Check Up                                            | Mike                   |                                           |
| 2009 | Què els passa, als homes? (He's Just Not That into You) | Conor Barry            |                                           |
| 2009 | The Ugly Truth                                          | Jim                    |                                           |
| 2010 | Secretariat                                             | Bill Nack              |                                           |
| 2014 | Reach Me                                                | Roger                  |                                           |
| 2015 | Entourage                                               | Eric 'E' Murphy        |                                           |

#### Televisió
| Any       | Títol                     | Paper           | Notes |
| --------- | ------------------------- | --------------- | --- |
| 1992      | Great Scott!              | Larry O'Donnell | 13 episodis |
| 1993      | Wings                     | Scotty Nelson   | Episodi: "Joe Blows: Part 1"                                                                                            |
| 1994      | Getting By                | Spider          | Episodi: "It Takes a Thief"                                                                                             |
| 1995–1999 | Unhappily Ever After      | Ryan Malloy     | 100 episodis, també director (6 episodis)                                                                               |
| 2001      | First Years               | Joe             | 5 episodis |
| 2004–2011 | Entourage                 | Eric 'E' Murphy | 96 episodis, també director (2 episodis) Nominació − Globus d'Or al millor actor en sèrie de televisió musical o còmica |
| 2014      | Friends with Better Lives | Bobby Lutz      | |

### Director
| Any       | Títol                             | Notes             |
| --------- | --------------------------------- | ----------------- |
| 1997−1999 | Unhappily Ever After              | 6 episodis        |
| 2003      | Whatever We Do                    | Pel·lícula        |
| 2007      | Gardener of Eden                  | Pel·lícula        |
| 2008      | Camera Phone - The Game ft. Ne-Yo | Videoclip musical |
| 2010−2011 | Entourage                         | 2 episodis        |
| 2013      | ESPN 30 for 30                    | Big Shot          |
| 2014      | Dear Eleanor                      | Pel·lícula        |